# Agmé
Agmé ist eine französische Gemeinde mit 106 Einwohnern (Stand 1. Januar 2022) im Département Lot-et-Garonne in der Region Nouvelle-Aquitaine.

## Geografie
Agmé liegt etwa zehn Kilometer östlich von Marmande am Fluss Canaule.

## Bevölkerungsentwicklung
| Jahr      | 1962 | 1968 | 1975 | 1982 | 1990 | 1999 | 2006 | 2018 |
| Einwohner | 162  | 134  | 123  | 113  | 110  | 102  | 110  | 105  |

## Sehenswürdigkeiten
- Kirche Saint Vincent mit Gebäudeteilen aus dem 15. Jahrhundert